# Turan Air
Turan Air war eine 1994 gegründete aserbaidschanische Fluggesellschaft mit Sitz in Baku und Basis auf dem Flughafen Baku. Der Betrieb wurde 2013 eingestellt.

## Ziele
Turan Air flog von Baku im Inland nach Gəncə sowie nach Jekaterinburg und Moskau in Russland und Istanbul in der Türkei.

## Flotte
Die Flotte der Turan Air bestand mit Stand Oktober 2012 aus drei Tupolew Tu-154M.: